# Wilchingen
Wilchingen är en ort och kommun i kantonen Schaffhausen, Schweiz. Kommunen hade 1 743 invånare (2023).
Kommunen består av byarna Wilchingen och Osterfingen.